# 飢饉の一覧

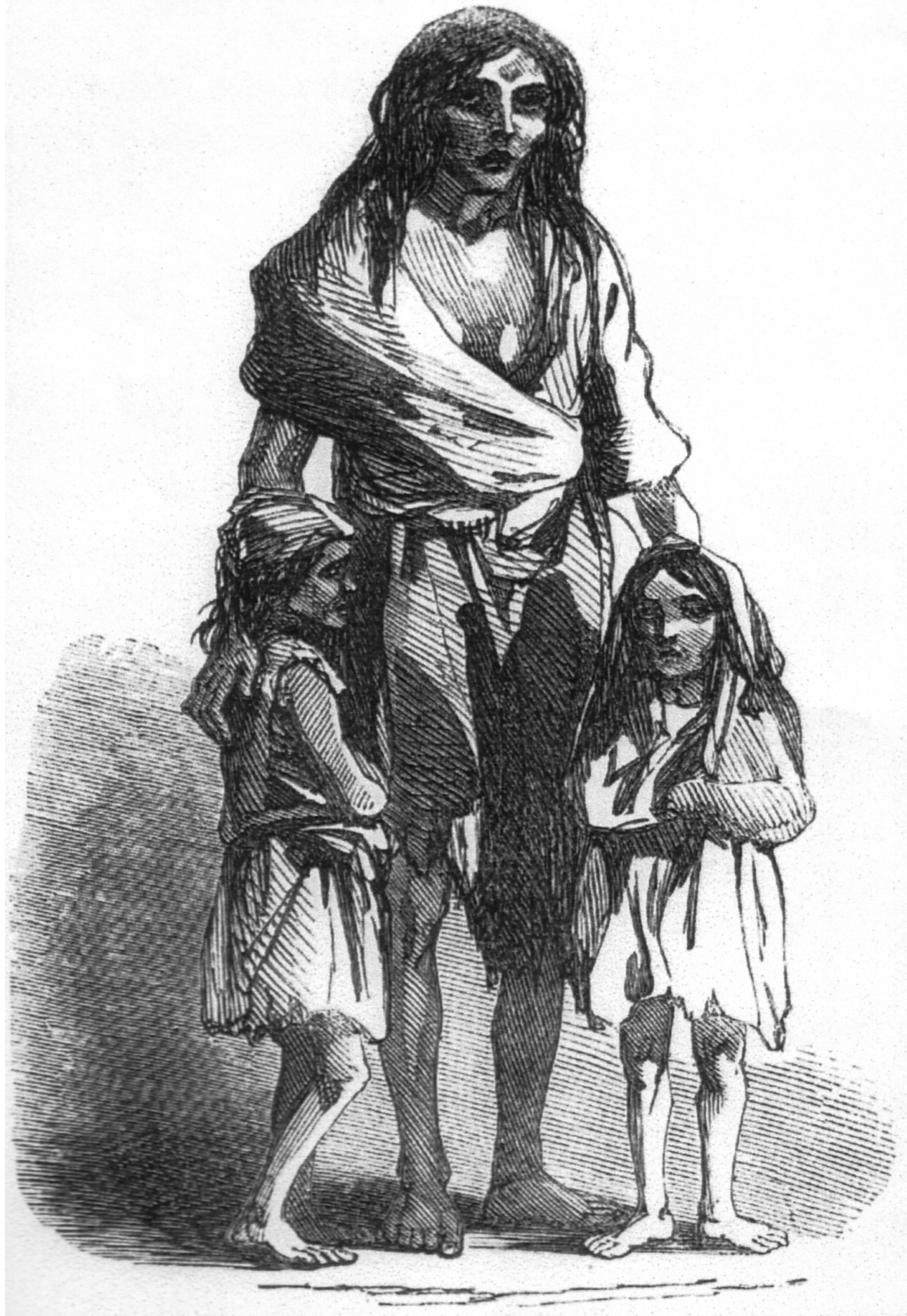
ジャガイモ飢饉の被害者の描写、1845-1849

飢饉の一覧（ききんのいちらん）は、主な飢饉を時代順に列挙する。

## 紀元前5世紀
- 紀元前440年 - 古代ローマで飢饉。

## 紀元前2世紀
- 紀元前108年から1911年までは、中国において、主な飢饉は1828回であった。一年に一度、一か二の省で発生していた。しかしながら、飢饉の重大性は時代とともに大きく変化していた[1][2]。

## 5世紀
- 西ヨーロッパでの飢饉は、ローマ帝国の衰退及びアラリック1世の解任と関連している。400年から800年まで、ローマ市の人口は、主に飢饉とユスティニアヌスのペストにより、90%以上減少した[3] 。

## 7世紀
- 639年 - ウマル・イブン・ハッターブの頃、イスラム帝国アラビアで飢饉。
- 650年 - インド全域で飢饉。

## 8世紀
- 750年 - スペインで飢饉[4]。

## 9世紀
- 800年–1000年 - 重大な干ばつにより、100万以上のマヤの人々が飢えと渇きで死亡し、文明が消滅する原因となる国内の崩壊が始まった[5]。
- 809年 - フランク王国で飢饉[6]。
- 875年–884年 - 唐で飢饉により農民反乱が勃発。黄巣が首都を占領。

## 10世紀
- 927年 - 東ローマ帝国で飢饉。
- 963年–964年 アイルランドで飢饉。
- 968年 - エジプトで飢饉。50万人が死亡。

## 11世紀
- 1005年 - イングランドで飢饉[7] ブリテン島では、中世に95度の飢饉があった。[8][9]。
- 1016年 - ヨーロッパ全域で飢饉[10]。
- 1022年、1033年、1052年 - インドで地方を過疎化させる大飢饉。
- 1025年 - エジプトで飢饉。
- 1030年–1032年 - フランスで飢饉。
- 1064年–1072年 - エジプトで七年に及ぶ飢饉。
- 1051年 - トルテカ帝国は、飢饉により、被災した地域から現在のメキシコ中央へ移転せざるを得なくなった[11]。
- 1066年 - イングランドで飢饉。
- 1097年 - パレスチナで飢饉。50万人が死亡。
- 1097年 - フランスで飢饉とペスト。10万人が死亡。

## 12世紀
- 1181年 - 日本で養和の飢饉。
- 1199年–1202年 エジプトで飢饉。

## 13世紀
- 1230年 - ノヴゴロドで飢饉。
- 1231年–1232年 - 日本で寛喜の飢饉。
- 1235年 - イングランドで飢饉。ロンドンだけで2万人が死亡。
- 1255年 - ポルトガルで飢饉[12]。
- 1258年 - ドイツ及びイタリアで飢饉。
- 1275年–1299年 - 広範囲の飢饉によりアナサジ文明が崩壊[13]。
- 1294年 - イングランドで飢饉。

## 14世紀
- 1315年–1317年 - ヨーロッパの大飢饉 (1315年-1317年)（英語版）[14]。
- 1333年 - ポルトガルで飢饉。
- 1333年–1334年 - スペインで飢饉。
- 1333年–1337年 - 中国で飢饉[15]。
- 1344年–1345年 - インドで大飢饉。
- 1387年以降 - 深刻な飢饉が続き、ティムールは、アナトリア半島から移動した。
- 1390年 - イングランドで飢饉。
- 1396年–1407年 - インドで十年間に亘るドゥルガーデヴィー飢饉[16]。

## 15世紀
- 1403年–1404年 - エジプトで飢饉。
- 1441年 - メキシコのマヤパンで飢饉[17]。
- 1445年 - 朝鮮で飢饉。
- 1450年–1454年 - アステカ帝国で飢饉。
- 1459年–1461年 - 日本で長禄・寛正の飢饉。
- 1481年–1483年 - フランスで飢饉。

## 16世紀
- 1504年 - スペインで飢饉[18]。
- 1518年 - ヴェネツィアで飢饉。
- 1528年 - フランスのラングドックで飢饉[19]。
- 1535年 - エチオピア大飢饉。
- 1540年 - スペインで飢饉。
- 1555年 - イングランドで飢饉。
- 1567年–1570年 - エチオピアのハラールでペストとともに飢饉。ハラールの長が死亡。
- 1574年–1576年 - アナトリア及びイスタンブールで飢饉。
- 1586年 - イングランドで、救貧法の切っ掛けとなる飢饉。
- 1590年代 - ヨーロッパで飢饉。

## 17世紀
- 1599年–1600年 - スペインで飢饉。
- 1601年–1603年 - モスクワの市民10万人が死亡。ロシア飢饉 (1601年-1603年)（英語版）を参照[20][21]。ロシア史上、最悪の飢饉の一つ。エストニアの人口の半分を奪った同様の飢饉がある。
- 1611年 - アナトリアで飢饉。
- 1618年–1648年 - 三十年戦争による飢饉。
- 1619年 - 日本で飢饉。江戸時代には、154の飢饉があったが、そのうちの21は、広範囲に及んだ深刻なものだった[22]。
- 1623年–1624年 - イングランドで飢饉。
- 1630年–1631年 - デカン高原の飢饉によって、200万人が死亡。
- 1636年 - スペインで飢饉。
- 1648年–1660年 - 大洪水時代のポーランドで、戦争、飢饉及びペストによって、人口の3分の1が失われた。
- 1649年 - イングランド北部で飢饉。
- 1650年–1652年 - フランス西部で飢饉。
- 1651年–1653年 - アイルランドの全域でクロムウェルのアイルランド侵略による飢饉[23]。
- 1661年 - 2年間雨が降らなかったインドで飢饉[24]。
- 1661年–1662年 - モロッコで飢饉。
- 1661年–1662年 フランスで飢饉。
- 1669年 - ベンガルで飢饉。
- 1670年代及び1680年代 - スペインでペストと飢饉。
- 1680年 - サルデーニャで飢饉[25]。
- 1680年 - 日本で飢饉。
- 1680年代 - サヘルで飢饉。
- 1690年代 - スコットランド全域で飢饉。人口の15%が失われた。
- 1693年–1694年 - フランスで飢饉。200万人が死亡[26][27]。
- 1695年–1697年 - エストニアでは飢饉によって、人口の5分の1の7万から7万5千人が死亡。飢饉はスウェーデンにも直撃し、8万から10万人が死亡。
- 1696年–1697年 - フィンランドで飢饉。人口の3分の1が失われた[28]。

## 18世紀
- 1702年–1704年 - インドデカン高原で飢饉。200万人が死亡。
- 1706年–1707年 - フランスで飢饉。
- 1708年–1711年 西プロシアで飢饉。人口の41%の25万人が死亡[29]。
- 1709年–1710年 - フランスで飢饉[30]。
- 1722年 - アラビアで飢饉[31]。
- 1727年–1728年 - イングランド中部で飢饉[32]。
- 1732年 - 日本で飢饉。
- 1738年–1739年 - フランスで飢饉。
- 1738年–1756年 - 西アフリカで飢饉。トンブクトゥの人口の約半数が餓死[33]。
- 1740年–1741年 - アイルランド大飢饉。
- 1741年 - ノルウェーで飢饉。
- 1750年 - スペインで飢饉。
- 1750年–1756年 - セネガンビア地域で飢饉[34]。
- 1764年 - ナポリで飢饉[35]。
- 1769年–1773年 ベンガル飢饉[36]。 人口の3分の1の1千万人が死亡。
- 1770年–1771年 - チェコで飢饉。約10万人が死亡。
- 1771年–1772年 ザクセン及びドイツ南部で飢饉。
- 1773年 - スウェーデンで飢饉。
- 1779年 - モロッコのラバトで飢饉[37]。
- 1780年代 - スコットランドで飢饉。
- 1780年代 - 天明の大飢饉。
- 1783年 - アイスランドでラキ火山の噴火による飢饉。アイルランドの人口の5分の1が死亡[38]。
- 1783年–1784年 - 南アジアで飢饉。
- 1784年 - エジプトの広範囲で飢饉[39]。
- 1784年–1785年 - チュニジアで飢饉。人口の5分の1が死亡。
- 1788年 - フランスで飢饉。フランス革命勃発の二年前に、収穫難と厳しい寒さを見る。強いエルニーニョ[40]又は1783年のラキ火山の噴火[41][42]によるものと考えられている。
- 1789年 - エチオピアで全域にわたる飢饉。
- 1789年–1792年 - インドで飢饉。

## 19世紀
- 1800年–1801年 - アイルランドで飢饉。
- 1810年、1811年、1846年及び1849年 - 中国で四度の飢饉。4500万人が生存したと主張[43]。
- 1811年–1812年 - マドリードが飢饉で荒廃し、2万人近くが死亡。
- 1815年 - インドネシアのタンボラ山の大噴火によるその後の飢饉で、数十万人が死亡。インドからの飢餓輸出でも多数が死亡。
- 1816年–1817年 - ヨーロッパで飢饉。「夏のない年」。
- 1830年 - カーボベルデで人口のほぼ半分が失われた飢饉。
- 1830年代 - 天保の飢饉。
- 1835年 - エジプトで20万人が死亡した飢饉。[要出典]
- 1844年–1846年 - ベルギーで飢饉。
- 1845年–1857年 - スコットランドで飢饉。 (en:Highland Potato Famine)
- 1845年–1849年 - アイルランドでジャガイモ飢饉。100万人以上が死亡し、150から200万人が移住[44]したため、人口が最盛期の半分になる。
- 1846年 - ポルトガル北部で農民反乱につながる飢饉。“Maria da Fonte”の名で知られる。
- 1850年–1873年 - 太平天国の乱の結果、干ばつと飢饉が起こり、清王朝の人口は6000万人に減少[45]。
- 1866年 -  インドで飢饉。100万人が死亡。(オリッサ飢饉 (1866年))
- 1866年–1868年 - フィンランドで飢饉。人口の15%が死亡。(en:Finnish famine of 1866–1868)
- 1869年–インドで飢饉。150万人が死亡。(ラージプーターナー飢饉 (1869年))
- 1870年–1871年 - ペルシアで200万人が死亡したと信じられている飢饉[46]。
- 1873年–1874年 - アナトリア半島で飢饉。
- 1879年 - アイルランドで飢饉。(en:Irish Famine (1879))
- 1873年–1874年 - インドで飢饉。(en:Bihar famine of 1873–74)
- 1876年–1879年 - エルニーニョ・南方振動により、インド、中国、ブラジル、北アフリカその他の国々で飢饉。中国北部では900～1300万人が死亡。インドでは525万人が死亡。（インド大飢饉）
- 1878年 - 1880年 - アラスカセントローレンス島で飢饉[47]。
- 1888年 - スーダンで飢饉。
- 1888年 - 1892年 - エチオピア大飢饉。人口の3分の1が死亡[48][49]。状況は、1889年から1892年にかけてコレラ、チフス、伝染病、1889年から1890年に天然痘によって悪化。
- 1891年–1892年 - ロシアで飢饉。37万5000人が死亡[50][51]。
- 1896年–1897年 - エルニーニョ・南方振動により、中国北部で飢饉が起こり、義和団の乱へ繋がった。
- 1896年–1902年 - エルニーニョ・南方振動により、インドで飢饉[52]。

## 20世紀
- 1906年 - ロシアで飢饉。
- 1907年、1911年 - 中国の東中央部で飢饉。
- 1914年 – 1918年 - 第一次世界大戦中、レバノン山脈の飢饉により、人口の3分の1が失われた。
- 1914年 – 1918年 - ベルギーで飢饉。
- 1915年 – 1916年 - アルメニア人虐殺事件が発生し、追放された者が餓死。
- 1916年 – 1917年 - 第一次世界大戦中のイギリスのドイツ帝国海上封鎖により飢饉が引き起こされた。
- 1916年 – 1917年 - ロシアで冬の飢饉。
- 1917年 – 1919年 - イランで飢饉。イラン北部で生き残った人口の4分の1が餓死[53]。
- 1917年 – 1921年 - ボリシェヴィキ革命の頃、トルキスタンでの飢饉が続き、人口の6分の1が死亡[54]。
- 1921年 - ロシアで飢饉が発生し、500万人が死亡[55]。
- 1921年 – 1922年 - タタール自治ソビエト社会主義共和国で飢饉。
- 1921年 – 1922年 - ヴォルガ・ドイツ人のロシア植民地で飢饉。全体人口の3分の1が死亡[56]。
- 1928年 – 1929年 - 中国北部で飢饉。干ばつにより300万人が死亡する結果となった。
- 1928年 – 1929年 - ルアンダ＝ウルンディで飢饉。コンゴへの大規模な移動を引き起こした。
- 1932年 – 1933年 - ロシアの一部であったウクライナ（ホロドモール）[57]及び北カフカース地域で飢饉[58]。260万人から1千万人が死亡したと考えられている[59]。
- 1932年 – 1933年 - カザフスタンで飢饉。120から150万人が死亡[60]。
- 1934年 - 1935年 - 昭和農業恐慌。
- 1936年 - 中国で飢饉。死者数は500万人と推定される[61]。
- 1940年 – 1943年 - ワルシャワ・ゲットーで飢饉。
- 1941年 – 1944年-レニングラードがドイツ軍に900日間閉鎖され飢饉が発生。100万人のレニングラード市民が餓死、凍死、爆死した。当時、市への物資供給ルートが絶たれ、気温は-40度まで低下した[62]。
- 1941年 – 1944年 - ギリシャでイタリア・ブルガリア・ドイツ軍の占領により飢饉[63][64]。30万人が死亡したと推測される。
- 1942年 – 1943年 - 中国で飢饉。100万人が死亡した。
- 1943年 -  1944年 -インドのベンガル飢饉。日本軍のビルマ侵攻で米の輸入が途絶、植民地当局の輸送インフラ破壊等もあって発生[65]。150-350万人が死亡。
- 1943年 - ルアンダ＝ウルンディで飢饉が発生し、コンゴへ人が移動した。
- 1944年 - 第二次大戦中、オランダで飢饉。2万人以上が死亡。
- 1944年 - 1945年 - ベトナム飢饉。日本軍のジュート栽培の強制や天候不順、日仏の徴発、戦争激化による海上輸送の途絶により発生。40万人から200万人[66]が死亡。
- 1946年 - 連合軍占領下のドイツで飢饉。
- 1946年 – 1947年 - ソビエト飢饉。100万人から150万人が死亡[67][68]。
- 1958年 - エチオピアで飢饉。
- 1959年 – 1961年 - 中国の大躍進政策により生じた大飢饉で1500万人から5500万人が死亡（中華人民共和国大飢饉）。
- 1965年 – 1967年 - インドで旱魃のため、150万人が死亡した[69]。
- 1967年 – 1970年 - ナイジェリアの封鎖により、ビアフラ共和国で飢饉。
- 1968年 – 1972年 サヘルの旱魃のため、100万人が死亡する飢饉が発生[70]。
- 1973年 - エチオピアで飢饉。政府はこの危機の処理に失敗した。
- 1974年 - バングラデシュで飢饉。
- 1975年 – 1979年 クメール・ルージュ。カンボジア人約200万人が殺害、強制労働、飢饉により死亡した。
- 1980年 - ウガンダのカラモジャ地方で飢饉。
- 1984年 – 1985年 - エチオピアで飢饉。
- 1991年 – 1993年 - ソマリアで飢饉。
- 1994年 - 1998年-北朝鮮飢饉[71][72]（苦難の行軍）150万人から350万人が死亡した。
- 1998年 - 第二次スーダン内戦及び旱魃によりスーダンで飢饉。
- 1998年 – 2000年 - エチオピアで飢饉。エチオピア・エリトリア国境紛争により、状況は更に悪化。
- 1998年 – 2004年 - 第二次コンゴ内戦。380万人が死亡し、殆どが飢餓と病気による。
- 2000年 – 2009年 - ジンバブエの食料危機。ロバート・ムガベの土地改革のため[73]。

## 21世紀
- 2003年 – スーダン/ダルフールで飢饉（ダルフール紛争）
- 2005年 - マラウイの食糧危機（en）
- 2005年-2006年 - ニジェールの食糧危機（en）
- 2006年 - アフリカの角食糧危機
- 2008年 – ミャンマーの食糧危機。サイクロン・ナルギスがミャンマーの主要な米生産地帯を壊滅させた[74]。
- 2008年– 北朝鮮の飢饉[75][76]
- 2008年– アフリカの角食糧危機[77][78]
- 2008年– アフガニスタンの食糧危機[79]
- 2008年– バングラデシュの食糧危機[80]
- 2008年– 東アフリカの食糧危機[81]
- 2008年– タジキスタンの食糧危機[82]
- 2009年– ケニアの食糧危機[83]。1000万人のケニア人が飢餓に瀕している[84]。
- 2011年– 2012年 - 東アフリカ大旱魃によりソマリアで飢饉。
- 2017年– 南スーダンで飢饉。